# Molowce

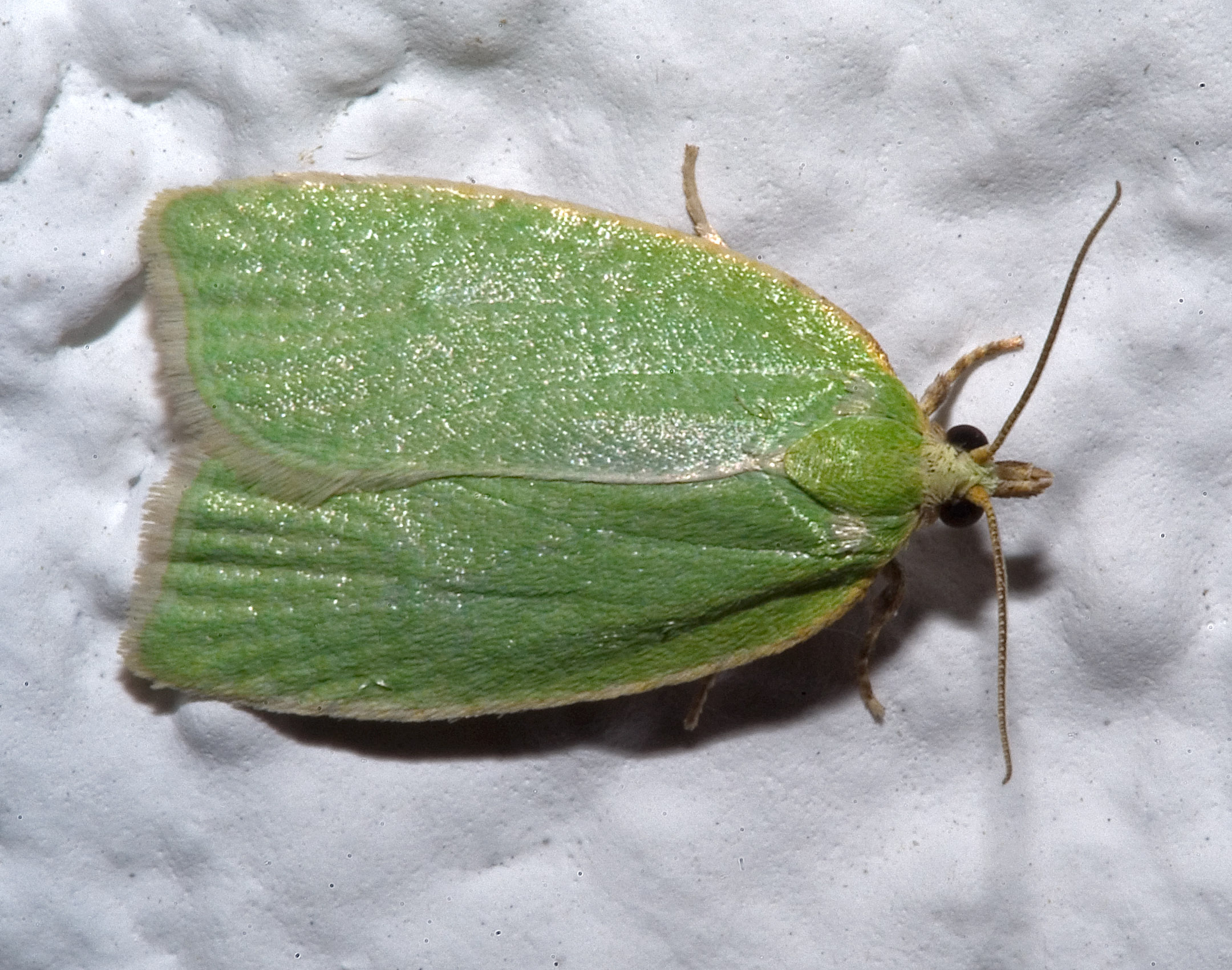
Zwójka zieloneczka

Molowce zwane też motylami mniejszymi (Microlepidoptera) – jedna z największych grup motyli, obejmująca kilka rodzin. 
W samej Europie Środkowej występuje około 3000 gatunków. Jest to grupa bardzo niejednorodna, złożona z wielu różnych bezpośrednio niespokrewnionych rodzin. Należy tu wiele bardzo małych gatunków, które jednak ze względu na swą specjalizację pokarmową i zdolność do szybkiego rozmnażania się mają istotne znaczenie gospodarcze. Wśród molowców znajdują się też formy przejściowe między motylami a chruścikami, ich najbliższymi krewniakami. 
Badaczką molowców o znaczeniu międzynarodowym była m.in. Annette Frances Braun.